# Концур Григорій Васильович
Григорій Васильович Концур (2 травня 1941, с. Водяне Запорізька область — 8 березня 2020, Красноярськ) — радянський, російський оперний співак (бас), педагог, соліст Красноярського державного театру опери та балету. Заслужений артист Тувинської АРСР.
Закінчив Одеську консерваторію по класу вокалу (у О. Благовидової). Був солістом Донецького і Воронезького театрів опери і балету.
З 1978 року співав у Красноярському державному театрі опери і балету (з дня відкриття театру); одночасно викладав у Красноярському інституті мистецтв і в Красноярському училищі мистецтв імені П. І. Іванова-Радкевича.
Похований на Бадаликському кладовищі міста Красноярська.
Виконав понад 45 партій.
Донецький театр опери і балету:
- Лепорелло («Дон Жуан» Моцарта; дебют)

Красноярський театр опери і балету:
- Борис Годунов («Борис Годунов» М. Мусоргського)
- Борис Годунов («Царська ложа» на основі опер М. Мусорського «Борис Годунов» і «Хованщина») — прем'єра
- Базиліо («Севільський цирульник» Дж. Россіні)
- Мефістофель («Фауст» Ш. Гуно)
- Рене («Іоланта» П. Чайковського)
- Кончак («Князь Ігор» О. Бородіна)
- Гремін («Євгеній Онєгін» П. Чайковського)
- Сусанін («Життя за царя» М. Глінки)
- Феррандо («Трубадур» Дж. Верді)
- Жрець («Аїда» Дж. Верді)
- Сват («Продана наречена» Б. Сметани)
- Мельник («Русалка» А. Даргомижського)
- Полоній («Гамлет» С. Слонімського) — 1993, світова прем'єра.

Виконував романси, російські та українські народні пісні. У 1980-і роки гастролював в Німеччині, Данії, Іспанії, Португалії.